# Yang Zi (actrice)
Yang Zi (chinois simplifié : 杨紫 ; pinyin : Yáng Zǐ) dit Andy Yang, née le 6 novembre 1992 à Pékin, est une actrice chinoise.

## Filmographie sélective

### Cinéma
- 2019 : Wang Lu dans The Bravest de Tony Chan[2].
- 2019 : Qiao Lin dans Funeral Killers de Renny Harlin[3].